# 린다 도슨

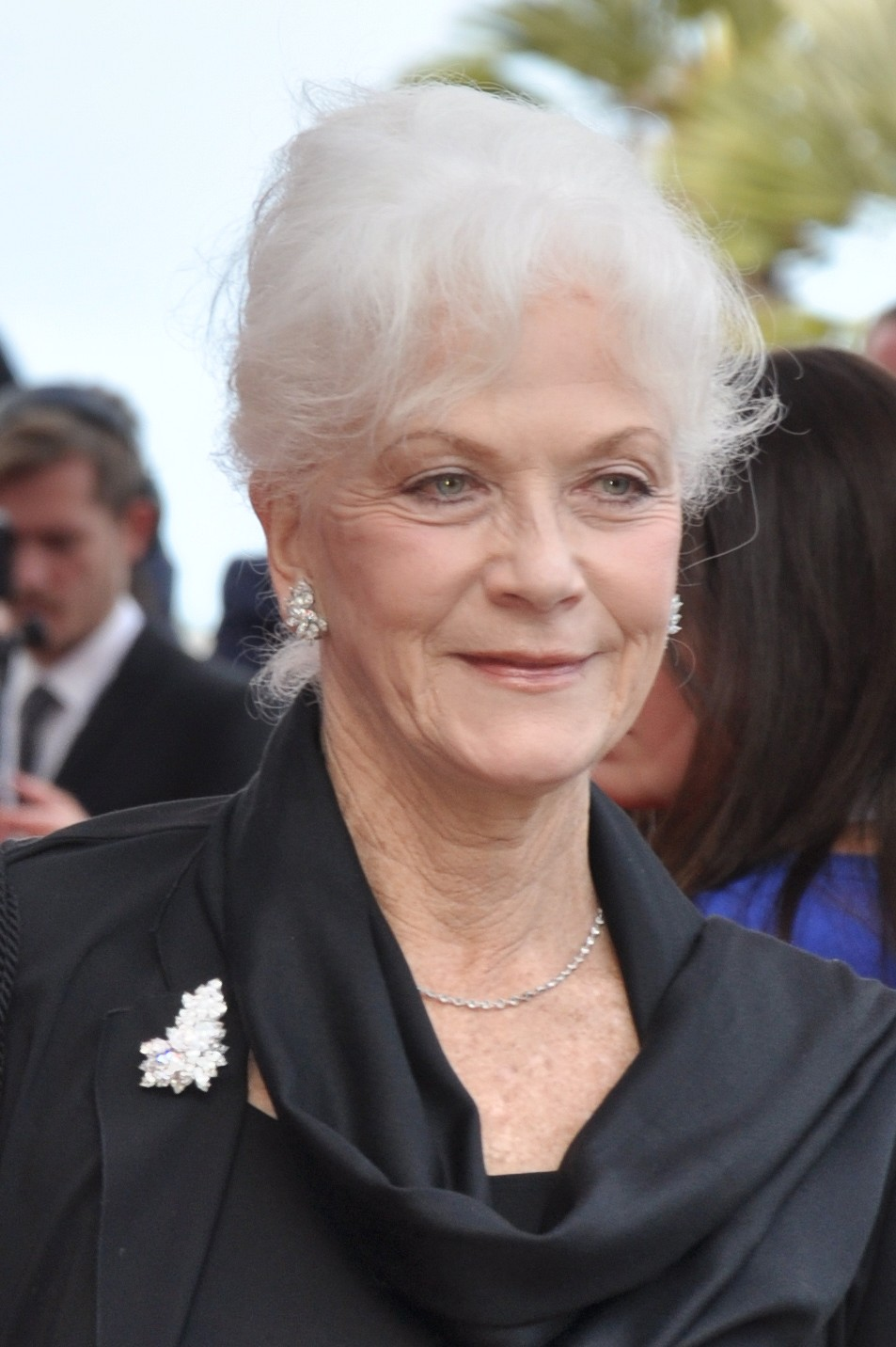

린다 도슨(Linda Thorson, 1947년 6월 18일 ~ )은 캐나다의 배우, 연극 배우, 영화배우, 텔레비전 배우이다.
토론토에서 태어났다.

## 영화
- 베스트 크리스마스 파티 에버 (2014년)
- 맨 온 더 트레인 (2011년)
- 레이첼 (2010년)
- 아웃 오브 솔져스 (2004년) - 마리아 역
- 하프 패스트 데드 (2002년) - 제인 맥퍼슨 판사 역
- 사랑하고 싶은 그녀 (1999년) - 드류 역
- 글래디에이터 (1986년)
- 달콤한 자유 (1986년)
- 유리벽 (1985년)
- 액트 오브 패션 (1984년)
- 미녀 배우 (1983년)
- 다이너스티 (1981년)
- 그리스의 대부 (1978년)
- 원 라이프 투 리브 (1968년)
- 어벤저 - TV 시리즈 (1961년)